# Squid Game: The Challenge
Squid Game: The Challenge is een Brits televisieprogramma gebaseerd op de televisieserie Squid Game. In het programma worden door 456 spelers spellen gespeeld uit de gelijknamige Netflixserie. Squid Game: The Challenge is een Netflix original van Studio Lambert in samenwerking met The Garden.
De eerste vijf afleveringen van de serie werden internationaal uitgebracht op 22 november 2023 op streamingdienst Netflix. Een week later volgden aflevering 6-9 en de finaleaflevering was te zien vanaf 6 december 2023.
In de eerste twee weken stond de serie in de top tien van Engelstalige shows op Netflix. In de eerste week werd de serie 20,5 miljoen keer bekeken, in de tweede week 11,4 miljoen keer en in de derde week 6,6 miljoen keer. In totaal werd de serie 224 miljoen keer bekeken in de eerste 21 dagen na het uitbrengen. Op 6 december werd, voorafgaande aan het uitbrengen van de laatste aflevering van het eerste seizoen, een tweede seizoen van de serie aangekondigd.

## Afleveringen

### Seizoen 1 (2023)
| Afl. | Titel                       | Originele releasedatum |
| 1    | "Green Light, Red Light"    | 22 november 2023       |
| 2    | "The Man with the Umbrella" | 22 november 2023       |
| 3    | "War"                       | 22 november 2023       |
| 4    | "Nowhere to Hide"           | 22 november 2023       |
| 5    | "Trick or Treat"            | 22 november 2023       |
| 6    | "Goodbye"                   | 29 november 2023       |
| 7    | "Friend and Foe"            | 29 november 2023       |
| 8    | "One Step Closer"           | 29 november 2023       |
| 9    | "Circle of Trust"           | 29 november 2023       |
| 10   | "One Lucky Day"             | 6 december 2023        |

## Productie
In juni 2022 maakte Netflix bekend te werken aan een spelprogramma gebaseerd op de serie Squid Game.

### Casting
In juni 2022 werd via een aankondigingsvideo op YouTube bekendgemaakt dat geïnteresseerde mensen zich vanaf dat moment konden aanmelden voor Squid Game: The Challenge. Netflix zocht naar kandidaten over de hele wereld, mits zij de Engelse taal machtig waren. In september 2022 deed zij voor de laatste maal een oproep voor geïnteresseerde kandidaten. Ongeveer 81.000 mensen melden zich aan als mogelijke kandidaat.
Met 456 deelnemers claimde de serie destijds het grootste deelnemersveld in de geschiedenis van de televisie te hebben. De meeste deelnemers kwamen uit de Verenigde Staten, waren in de twintig en van het mannelijke geslacht.

### Opnames
De opnames begonnen in januari 2023 en vonden plaats in twee studio's in het Verenigd Koninkrijk: de Cardington Studios in Bedford en in zes geluidsstudio's in Barking, Londen.
Lokale media meldden dat tijdens de opnames ambulances zijn opgeroepen voor serieuze verwondingen tijdens de show. Meerdere spelers claimden in interviews dat het spel "Red Light, Green Light" in werkelijkheid zeven uur duurde en spelers bepaalde poses dienden aan te houden voor 30 minuten. Netflix sprak deze geruchten tegen door te stellen dat het ging om kleine verwondingen en ze alles in haar macht stelde om de gezondheid en veiligheid van de cast en crew te garanderen. De lokale ambulance stelde ook niet te zijn opgeroepen naar de studio's tijdens de opnames. De Britse Health and Safety Executive deed onderzoek naar de klachten en vond geen bewijzen voor de aanklachten. Twee spelers van de show dreigden een rechtszaak te starten tegen Netflix nadat zij beweerden hypothermie te hebben opgelopen tijdens de opnames.

### Eerlijkheid en condities
Vier deelnemers van Squid Game: The Challenge claimden dat de spellen werden gemanipuleerd en dat de condities tijdens de opnames erg slecht waren. Tijdens het spel "Red Light, Green Light" werden de spelers gedwongen om in een onverwarmde hangar te verblijven voor negen uur lang, terwijl diegenen die niet bestand waren tegen de lage temperaturen dienden te worden verzorgd door artsen. Dit zorgde ervoor dat spelers die in feite wel degelijk de finishlijn haalden, alsnog werden geëlimineerd vanwege hun gezondheid. Een speler beweerde daarnaast gezien te hebben dat een geëlimineerde speler zich later weer in het spel voegde.